# امانینو
امانینو (به لاتین: Emanino) یک منطقهٔ مسکونی در روسیه است که در باشقیرستان واقع شده‌است.